# Marko Lovrenčić
Marko Lovrenčić (* 22. November 1982 in Zagreb, SFR Jugoslawien) ist ein ehemaliger kroatischer Eishockeyspieler und heutiger Trainer, der bei verschiedenen Zagreber Vereinen unter Vertrag stand. Derzeit ist er Nationaltrainer der kroatischen Frauenauswahl. Sein Bruder Zvonimir war ebenfalls kroatischer Nationalspieler.

## Karriere
Marko Lovrenčić begann seine Karriere als Eishockeyspieler in seiner Heimatstadt in der Nachwuchsabteilung des KHL Medveščak Zagreb, für dessen erste Mannschaft er in der Saison 1998/99 sein Debüt in der kroatischen Eishockeyliga gab. In seinen ersten vier Spielzeiten wurde der Center jeweils Kroatischer Meister mit seiner Mannschaft, mit der er zwischen 2000 und 2002 an der multinationalen Interliga teilnahm. Von 2002 bis 2008 spielte er für dessen Ligarivalen KHL Zagreb. Von 2006 bis 2008 spielte er parallel für seinen Ex-Club Medveščak Zagreb, mit dem er in der Saison 2007/08 erstmals an der slowenischen Eishockeyliga teilnahm.
Seit 2008 spielte Lovrenčić ausschließlich für den KHL Medveščak Zagreb, mit dem er in der Saison 2008/09 erneut kroatischer Meister wurde. Zur Saison 2009/10 wurde Medveščak in die Österreichische Eishockey-Liga aufgenommen, in der der Rechtsschütze in 58 Spielen insgesamt acht Scorerpunkte erzielte. In der Saison 2010/11 verlor der langjährige Nationalspieler seinen Stammplatz bei Medveščak in der Österreichischen Eishockey-Liga und spielte regelmäßig auch für das Team Zagreb, das neu gegründete Gemeinschaftsprojekt der Zagreber Spitzenvereine, in der Slohokej Liga. Mit Medveščaks zweiter Mannschaft wurde er 2011 zum insgesamt sechsten Mal in seiner Laufbahn Kroatischer Meister. Ende Januar 2012 wechselte er zum KHL Mladost Zagreb aus der Slohokej Liga. 2013 beendete er seine Karriere.

### International
Für Kroatien nahm Lovrenčić im Juniorenbereich an der U18-C-Europameisterschaft 1998 und den U18-Weltmeisterschaften 1999 in der Europa-Division 1 und 2000 in der Europa-Division 2 sowie bei der U20-Junioren-D-Weltmeisterschaft 2000 und nach Umstellung auf das heutige Divisionen-System den Division-II-Turnieren der U20-Junioren-Weltmeisterschaften 2001 und 2002 teil.
Im Seniorenbereich stand er im kroatischen Aufgebot bei den Weltmeisterschaften der Division II 2004, als er Torschützenkönig des Turniers wurde, 2005 und 2007, als er erneut Torschützenkönig und auch Topscorer des Turniers war, 2011, als er nicht nur Topscorer und Torschützenkönig, sondern nun auch bester Vorbereiter war und folgerichtig auch zum besten Stürmer des Turniers gewählt wurde, und 2013, als er wieder die meisten Torvorlagen gab und außerdem auch die beste Plus/Minus-Bilanz des Turniers aufwies, sowie bei den Weltmeisterschaften der Division I 2001, 2002, 2003, 2006, 2008 und 2010. Des Weiteren spielte er für Kroatien bei der Qualifikation zu den Olympischen Winterspielen 2006, 2010 und 2014. Bei den Weltmeisterschaften 2010 und 2011 war er Mannschaftskapitän Kroatiens.

### Inlinehockey
Außer Eishockey spielte Lovrenčić auch Inlinehockey. Mit der kroatischen Nationalmannschaft nahm er im Juni 2013 an der Weltmeisterschaft 2013 in Dresden teil. Die Kroaten belegten Platz fünf in der Division I.

### Trainertätigkeit
Bei der Frauen-Weltmeisterschaft 2016 war Lovrenčić Chefcoach der kroatischen Frauenauswahl, mit der er den Abstieg aus der A- in die B-Gruppe der Division II hinnehmen musste.

## Erfolge und Auszeichnungen
| - 1999 Kroatischer Meister mit KHL Medveščak Zagreb - 2000 Kroatischer Meister mit KHL Medveščak Zagreb - 2001 Kroatischer Meister mit KHL Medveščak Zagreb | - 2002 Kroatischer Meister mit KHL Medveščak Zagreb - 2009 Kroatischer Meister mit KHL Medveščak Zagreb - 2011 Kroatischer Meister mit KHL Medveščak Zagreb |

### International
| - 2000 Aufstieg in die C-Weltmeisterschaft bei der U20-D-Weltmeisterschaft - 2002 Aufstieg in die Division I bei der U20-Weltmeisterschaft, Division II - 2004 Bester Torschütze bei der Weltmeisterschaft der Division II, Gruppe A - 2005 Aufstieg in die Division I bei der Weltmeisterschaft der Division II, Gruppe A - 2007 Aufstieg in die Division I bei der Weltmeisterschaft der Division II, Gruppe A - 2007 Topscorer bei der Weltmeisterschaft der Division II, Gruppe A - 2007 Bester Torschütze bei der Weltmeisterschaft der Division II, Gruppe A | - 2011 Bester Stürmer der Weltmeisterschaft der Division II, Gruppe B - 2011 Topscorer der Weltmeisterschaft der Division II, Gruppe B - 2011 Bester Torschütze der Weltmeisterschaft der Division II, Gruppe B - 2011 Bester Vorlagengeber der Weltmeisterschaft der Division II, Gruppe B - 2013 Aufstieg in die Division I, Gruppe B bei der Weltmeisterschaft der Division II, Gruppe A - 2013 Bester Vorlagengeber der Weltmeisterschaft der Division II, Gruppe A - 2013 Beste Plus/Minus-Bilanz der Weltmeisterschaft der Division II, Gruppe A |

## EBEL-Statistik
(Stand: Ende der Saison 2010/11)